# 神保信一
神保 信一（じんぼ しんいち、1930年（昭和5年）4月27日 - 2018年（平成30年）12月24日）は、日本の教育心理学者。明治学院大学名誉教授。

## 略歴
東京生まれ。1955年東京大学教育学部教育心理学科卒、1962年同大学院博士課程満期退学。
明治学院大学文学部専任講師、助教授、教授、1999年退職、名誉教授。2018年12月24日午前9時7分、老衰のため自宅で死去、88歳。

## 著書
- 『道徳教育の心理と方法』 新光閣 1971
- 『学校相談心理学の展開』金子書房、1975
- 『道徳教育の課題と方向』文教書院、1975
- 『親と子の四季 子どもの個性を生かす本』広池学園出版部、1981
- 『生徒指導・相談の心理と方法』 日本文化科学社 1991
- 『不登校への対応と予防 担任教師・養護教諭・教頭・校長はどう連携するか』金子書房、1995

### 共著編
- 『道徳教育の研究』沢田慶輔共著 国土社、1966 現代教職課程全書
- 『実践教育心理選集』全4巻 沢田慶輔、木川達爾共編　第一法規出版、1967
- 『授業におけるつまずきの診断と指導』木川達爾共編 第一法規出版、1974
- 『学校相談心理学』共著 金子書房、1978
- 『学業についていけない子の指導法』編著 第一法規出版、1979 教師のためのベストライブラリー
- 『児童心理学』編著 小林出版、1979
- 『青年心理学』沢田慶輔共編 サイエンス社、1980 サイエンスライブラリ心理学
- 『たしかな学び方・教え方』肥田野直共編 研成社、1980
- 『道徳教育の実践理論と展開 読み物資料の活用』加部佐助共編著 新光閣書店、1980
- 『教育心理学』編 小林出版、1981
- 『生徒指導問題解決200のポイント』坂本昇一共編著 ぎょうせい、1984
- 『登校拒否児の理解と指導』編著 日本文化科学社、1984
- 『道徳教育の充実を目指す研修の進め方』竹ノ内一郎共編 文教書院、1984
- 『いじめをなくす 把握と克服』西君子、十束文男共編 文教書院、1986
- 『小学校道徳授業の改造 低中高学年』編著 明治図書出版、1986 道徳授業技術双書
- 『キャンパス・トピックス こころ探しー入学から卒業まで』編 誠信書房、1988
- 『改訂中学校学習指導要領の展開 道徳編』安沢順一郎共編著 明治図書出版、1989
- 『新旧学習指導要領の対比と考察 中学校道徳』編 明治図書出版、1989
- 『生徒指導・相談の心理と方法』中西信男共編著 日本文化科学社、1991
- 『登校拒否がわかる本 教師と親のためのハンドブック』下司昌一共編著 日本文化科学社、1995
- 『新道徳教育の研究』宇井治郎共編著 自由書房、1996
- 『イジメはなぜ起きるのか』編 信山社出版、1998 イジメブックス イジメの総合的研究

### 翻訳
- ドナルド H.ブラッカー『開発的カウンセリング』中西信男共訳　国土社、1972
- F.メイヤー『現代を生きぬく知恵 人生・信条・教育』関根透、高木きよ子共訳 文教書院、1975

## 論文
- 「『生活指導』の教育心理学的研究 1-その諸方法の比較研究の必要性について」 『明治大学学院論叢』 1962
- 「『道徳』授業過程の心理学的分析における抽出児の問題とその面接記録」 『明治大学学院論叢』 第78号 1963
- 「試験制度が中学生の学力の及ぼす影響に関する研究」 『教育心理学研究』 第12巻 1号 1964
- 「カウンセリング」 岡津守彦編 『教育改革の動向』 第一法規 1969
- 「学校教育心理学の発展」「道徳教育」 沢田慶輔編 『学校教育心理学』 東京大学出版会 1972
- 「概説 登校拒否」 佐治守夫ほか編 『登校拒否 (現代のエスプリ 139)』　至文堂 1979
- 「教育心理学における『臨床』のアイデンティティ」 『教育心理学年報』 第25集 1986
- 「学校教育相談室におけるカウンセリング」 原野広太郎編 『性格心理学新講座 5. カウンセリングと心理治療』 金子書房 1989
- 「教師の指導力の向上」 村上昇ほか編 『道徳教育への期待と構想』 文溪堂 1989
- 「人間性心理学における研究の課題と展望」 『人間性心理学研究』 第7巻 1989